# Dichagyris singularis
Dichagyris singularis là một loài bướm đêm thuộc họ Noctuidae. Nó được tìm thấy ở Turkmenistan tới tây nam Thổ Nhĩ Kỳ, parts of Trung Đông, Jordan, Israel, Iran và Afghanistan.
Con trưởng thành bay từ tháng 9 đến tháng 1. Có một lứa một năm.
The larvae feed at night on low growing plants.

## Phụ loài
- Dichagyris singularis singularis
- Dichagyris singularis mesopotamica (Israel)